# Ottmar von Mohl

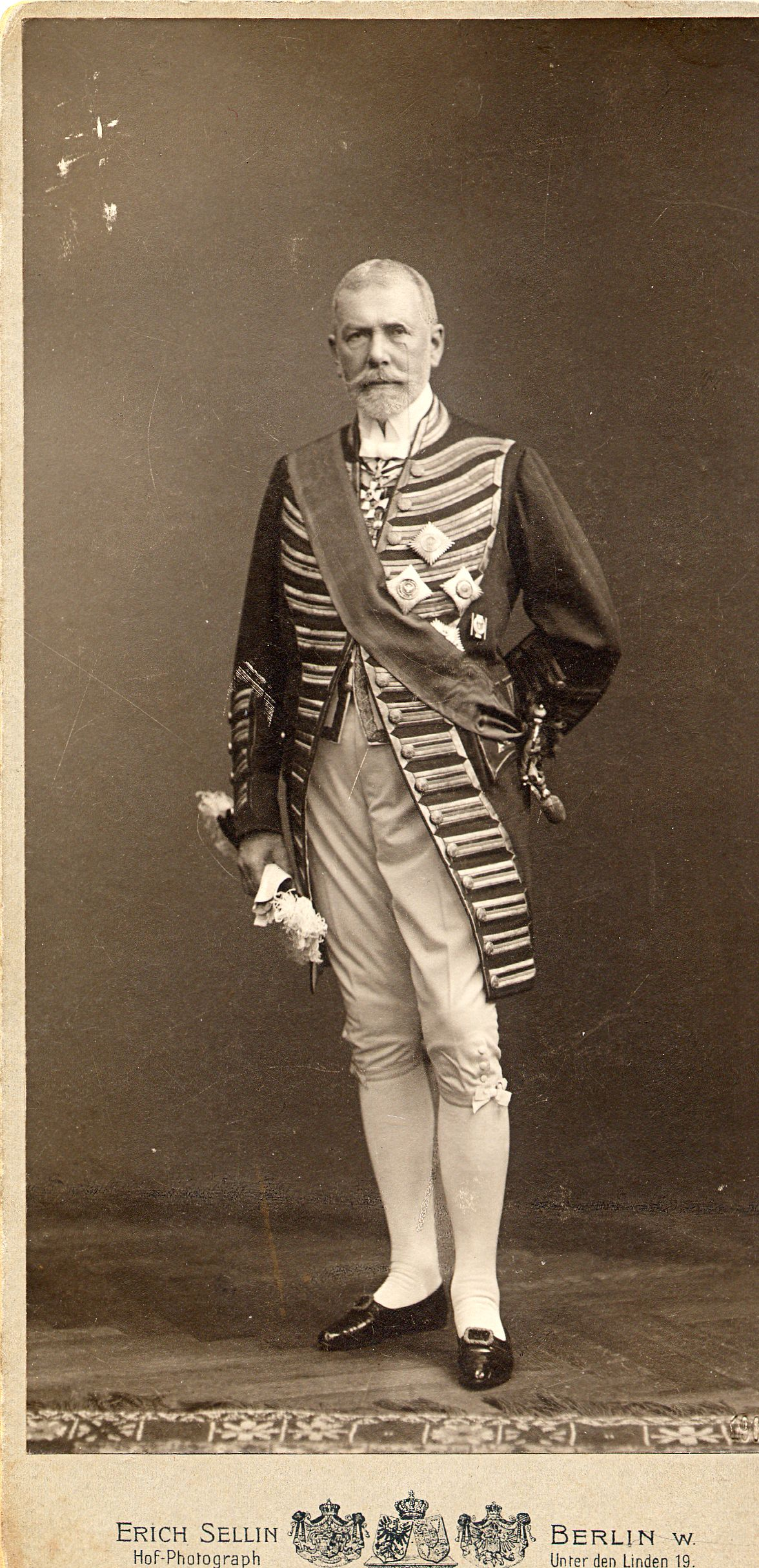
Ottmar von Mohl

Ottmar von Mohl (* 17. Januar 1846 in Tübingen; † 23. März 1922 auf Schloss Arnshaugk bei Neustadt an der Orla) war ein deutscher Diplomat und Regierungsberater in Japan.

## Leben
Ottmar war Angehöriger der Familie Mohl und ein Sohn des Staatswissenschaftlers Robert von Mohl. Zu seinen Geschwistern zählten Anna von Helmholtz (1834–1899), verheiratet mit dem Physiker Hermann von Helmholtz, und der preußische Generalmajor Erwin von Mohl (1839–1895).
Mohl studierte Rechtswissenschaften in Tübingen, legte das badische Referendarsexamen ab und wurde in Heidelberg 1868 zum Dr. jur. promoviert. 1873 wurde er Kabinettssekretär der Kaiserin Augusta.
Seine diplomatische Karriere begann im gleichen Jahr und führte ihn 1873 nach Singapur. Dort löste ihn im Juni 1875 Ernst Bieber (1845–1888) ab. Später war er 1879 als Konsul in Cincinnati und 1885 in Sankt Petersburg. Zwischen 1887 und 1889 waren er und seine Frau Wanda Gräfin von der Groeben, Berater des kaiserlich japanischen Haus- und Hofministeriums in Tokio. Sie führten in Japan das europäische Hofzeremoniell ein. 1887 erfolgte ebenso die Ernennung zum Kammerherrn. Im Neue Schloss in Arnshaugk führte der Hofbeamte eine namhafte private Kunstsammlung mit Exponaten aus Japan und Frankreich.

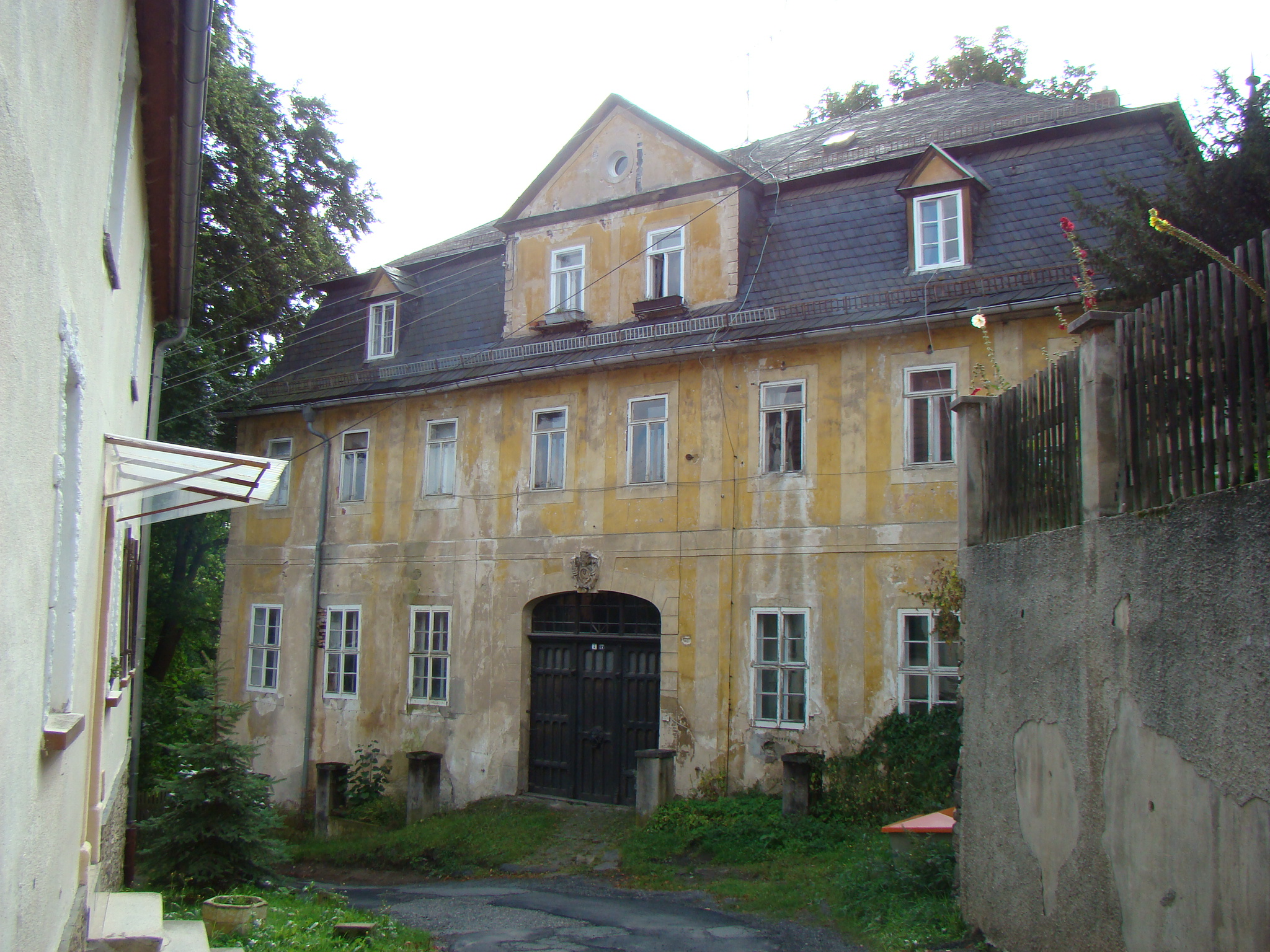
Schloss Arnshaugk, Thüringen

1897 bis 1917 war er deutscher Delegierter zur Ägyptischen Staatsschuldenkommission in Kairo, wurde aber 1914 wegen der Ägyptischen Kriegserklärung suspendiert. Seit 1889 besaß er Schloss Arnshaugk, wo er 1922 starb.
Ottmar und Wanda von Mohl hatten fünf Kinder. Ihr jüngerer Sohn war der Jurist Waldemar von Mohl, die älteste Tochter Irene war mit dem Gutsbesitzer Manfred Freiherr von Wolff liiert, die jüngste Tochter Doris war mit dem Bildhauer und einem der ersten Bauhaus-Schüler Karl Johannes Hermann verheiratet. Miterbe von Schloss Arnshaugk wurde der ältere Sohn Hans von Mohl, Korvettenkapitän a. D. und Vertreter der Junkers-Werke in Südafrika. Die Tochter Hedwig lebte unvermählt in Angola.

## Werke
- Wanderungen durch Spanien. Duncker & Humblot, Leipzig 1878.
- Am japanischen Hofe. Dietrich Reimer (Ernst Vohsen), Berlin 1904. (Digitalisat), in:  Staatsbibliothek Berlin
- Lebenserinnerungen: 50 Jahre Reichsdienst. 2 Bände, Paul List, Leipzig 1920/22. (2. Band: Ägypten).